# Bellbrook (Ohio)
Bellbrook es una ciudad ubicada en el condado de Greene en el estado estadounidense de Ohio. En el Censo de 2010 tenía una población de 6943 habitantes y una densidad poblacional de 857,55 personas por km².

## Geografía
Bellbrook se encuentra ubicada en las coordenadas 39°38′18″N 84°5′8″O / 39.63833, -84.08556. Según la Oficina del Censo de los Estados Unidos, Bellbrook tiene una superficie total de 8.1 km², de la cual 8.09 km² corresponden a tierra firme y (0.03%) 0 km² es agua.

## Demografía
Según el censo de 2010, había 6943 personas residiendo en Bellbrook. La densidad de población era de 857,55 hab./km². De los 6943 habitantes, Bellbrook estaba compuesto por el 96% blancos, el 1.27% eran afroamericanos, el 0.27% eran amerindios, el 0.73% eran asiáticos, el 0.03% eran isleños del Pacífico, el 0.45% eran de otras razas y el 1.25% pertenecían a dos o más razas. Del total de la población el 2.12% eran hispanos o latinos de cualquier raza.